# Corylopsis alnifolia
Corylopsis alnifolia är en trollhasselart som först beskrevs av H. Lév., och fick sitt nu gällande namn av Camillo Karl Schneider. Corylopsis alnifolia ingår i släktet Corylopsis och familjen trollhasselfamiljen. Inga underarter finns listade i Catalogue of Life.